# Nassim Boujellab
Nassim Boujellab (arabisch نسيم بوجلاب, DMG Nasīm Būǧallāb; * 20. Juni 1999 in Hagen-Hohenlimburg) ist ein marokkanisch-deutscher Fußballspieler. Der vielseitig einsetzbare Mittelfeldspieler kam als 15-Jähriger zum FC Schalke 04 und bestritt dort ab Sommer 2018 erste Einsätze für die Profimannschaft. Ende 2020 kam er zudem zu Einsätzen in der marokkanischen Nationalmannschaft. Seit Juli 2025 steht er beim TSV Havelse unter Vertrag.

## Karriere

### Verein
Als Fünfjähriger hatte Boujellab beim ASSV Letmathe im Iserlohner Stadtteil Letmathe mit dem Fußballspielen begonnen und wechselte als Zehnjähriger zu den Sportfreunde Oestrich-Iserlohn, die zwei Jahre später mit dem TuS Iserlohn zum FC Iserlohn 46/49 fusionierten. Weitere zwei Jahre später erfolgte als 15-Jähriger der Wechsel in die Jugendabteilung des FC Schalke 04, die sogenannte Knappenschmiede. Im November 2014 debütierte er für die Schalker U-17-Mannschaft in der B-Junioren-Bundesliga, als er am zehnten Spieltag der Saison 2014/15 gegen den SC Paderborn 07 in der 60. Minute für Abdurrahman Hatap eingewechselt wurde. Bis Saisonende kam der eigentlich für die Schalker U-16-Mannschaft aktive Boujellab noch zu vier weiteren Einsätzen für die älteren B-Junioren der Schalker.
Zur Saison 2015/16 rückte er schließlich fest in deren Kader auf. Im September 2015 erzielte er bei einem 3:0-Sieg gegen Borussia Mönchengladbach sein erstes Tor in der B-Junioren-Bundesliga. Insgesamt kam er in jener Spielzeit zu 24 Einsätzen, in denen er elf Tore erzielte. Zur Saison 2016/17 wurde er in den Kader der A-Junioren der Schalker übernommen. Für diese kam er im August 2016 gegen Rot-Weiß Oberhausen zu seinem ersten Einsatz in der A-Junioren-Bundesliga. Seinen ersten Treffer für die U-19-Mannschaft erzielte er, wie schon in der B-Jugend, im September 2016 bei einem 2:0-Sieg gegen Mönchengladbach. Bis Saisonende kam er zu 23 Einsätzen, in denen er zwei Tore erzielte. Als Vizemeister der Staffel West nahm er mit den Gelsenkirchenern an der Meisterschafts-Endrunde teil, bei der man im Halbfinale allerdings am FC Bayern München im Elfmeterschießen scheiterte.
In der Saison 2017/18 absolvierte Boujellab 19 Spiele in der A-Junioren-Bundesliga und erzielte dabei fünf Tore. In dieser Spielzeit wurde er mit Schalke Meister der Staffel West und nahm somit erneut an der Endrunde teil. Nachdem man im Halbfinale die TSG 1899 Hoffenheim besiegt hatte, Boujellab erzielte sowohl im Hin- als auch im Rückspiel jeweils ein Tor, verlor man das Finale gegen Hertha BSC.
Den Verantwortlichen der Schalker Profimannschaft waren seine Leistungen nicht verborgen geblieben und so nahm Boujellab mit der Bundesligamannschaft im Juli 2018 an einer China-Reise teil und kam dort auch bei den beiden Testspielen zum Einsatz. Den Ligaalltag bestritt er jedoch mit der zweiten Mannschaft des FC Schalke in der fünftklassigen Oberliga Westfalen. Im August 2018 debütierte er für Schalke II in der Liga, als er am ersten Spieltag gegen Westfalia Herne in der Startelf stand und in der 82. Minute durch Berkan Firat ersetzt wurde. In jenem Spiel, das Schalke mit 4:1 gewann, erzielte Boujellab die Treffer zum 2:1- und zum 3:1-Zwischenstand. Im November 2018 kam er zu zwei Einsätzen für die Schalker U-19-Mannschaft in der UEFA Youth League.
Nach 19 Einsätzen für die Oberligamannschaft spielte Boujellab bei einem Testspiel der Schalker Profimannschaft beim FC Sevilla und konnte hierbei Trainer Huub Stevens überzeugen, sodass er beim folgenden Bundesligaspiel am 31. März 2019 bei Hannover 96 in der 79. Minute für Suat Serdar eingewechselt wurde. Drei Tage später stand er beim mit 0:2 verlorenen Viertelfinal-Spiel im DFB-Pokal gegen Werder Bremen erstmals in der Startaufstellung, ehe er in der 68. Minute durch Mark Uth ersetzt wurde. Am 6. April 2019 erhielt der Mittelfeldspieler einen bis zum 30. Juni 2022 gültigen Profivertrag. In der Saison 2020/21 stieg er mit den Schalkern in die 2. Bundesliga ab.
Vor dem 2. Spieltag der Saison 2021/22 wechselte Boujellab innerhalb der 2. Bundesliga bis zum Saisonende auf Leihbasis zum Aufsteiger FC Ingolstadt 04. Am 23. Januar 2022 wurde sein Leihvertrag in Ingolstadt mit sofortiger Wirkung aufgelöst, da er nach Vereinsangaben „wiederholt gegen club- und mannschaftsinterne Regeln und Vorgaben“ verstoßen habe. Boujellab hatte bis zu seinem Abgang acht Zweitliga-Einsätze als Einwechselspieler bestritten, zuletzt war er Anfang November zum Zug gekommen. Der FC Schalke 04 betonte daraufhin, dass sein Vertrag bis zum Saisonende ausgesetzt bleibe und er daher nicht dem Kader angehören werde.
Im März 2022 wurde Boujellab bis zum Jahresende an den finnischen Fußballverein HJK Helsinki verliehen. Die Saison 2022 der Veikkausliiga begann Anfang April 2022 und ging bis Oktober 2022. Für Helsinki kam Boujellab daraufhin 20-mal in der Liga zum Einsatz und spielte zudem sechs Mal in der Gruppenphase der UEFA Europa League. Am Ende der Saison gewann er mit der Mannschaft die finnische Meisterschaft.
Ab dem 1. Januar 2023 stand Boujellab wieder beim FC Schalke unter Vertrag. Der Cheftrainer Thomas Reis nahm ihn jedoch nicht in den Profikader auf, sondern schickte ihn in die zweite Mannschaft. Dort nahm er bis zum Ende der Saison 2022/23 am Mannschaftstraining teil, ehe er den Verein mit seinem Vertragsende verließ. Einsatzzeiten erhielt Boujellab jedoch nicht, da in der Ausbildungsmannschaft andere Spieler Priorität genossen.
Zur Saison 2023/24 schloss sich Boujellab dem Drittligisten Arminia Bielefeld an. Nach zwei Jahren wurde sein Vertrag in Bielefeld nicht verlängert.
Seit der Saison 2025/26 steht er beim TSV Havelse unter Vertrag.

### Nationalmannschaft
Boujellab absolvierte im Oktober 2018 seine ersten beiden Spiele für die marokkanische U-23-Auswahl. Zuvor hatte er bereits für die marokkanische U-19-Mannschaft gespielt. Im Oktober 2020 debütierte er in der marokkanischen A-Nationalmannschaft.

## Erfolge
- Finnischer Meister: 2022
- Meister der Oberliga Westfalen und Aufstieg in die Regionalliga West: 2019
- Westfalenpokalsieger: 2024